# Liste der Kantone im Département Yonne
Das Département Yonne liegt in der Region Bourgogne-Franche-Comté in Frankreich. Es untergliedert sich in drei Arrondissements und hat 21 Wahlkreise (französisch cantons).
Siehe auch: Liste der Gemeinden im Département Yonne

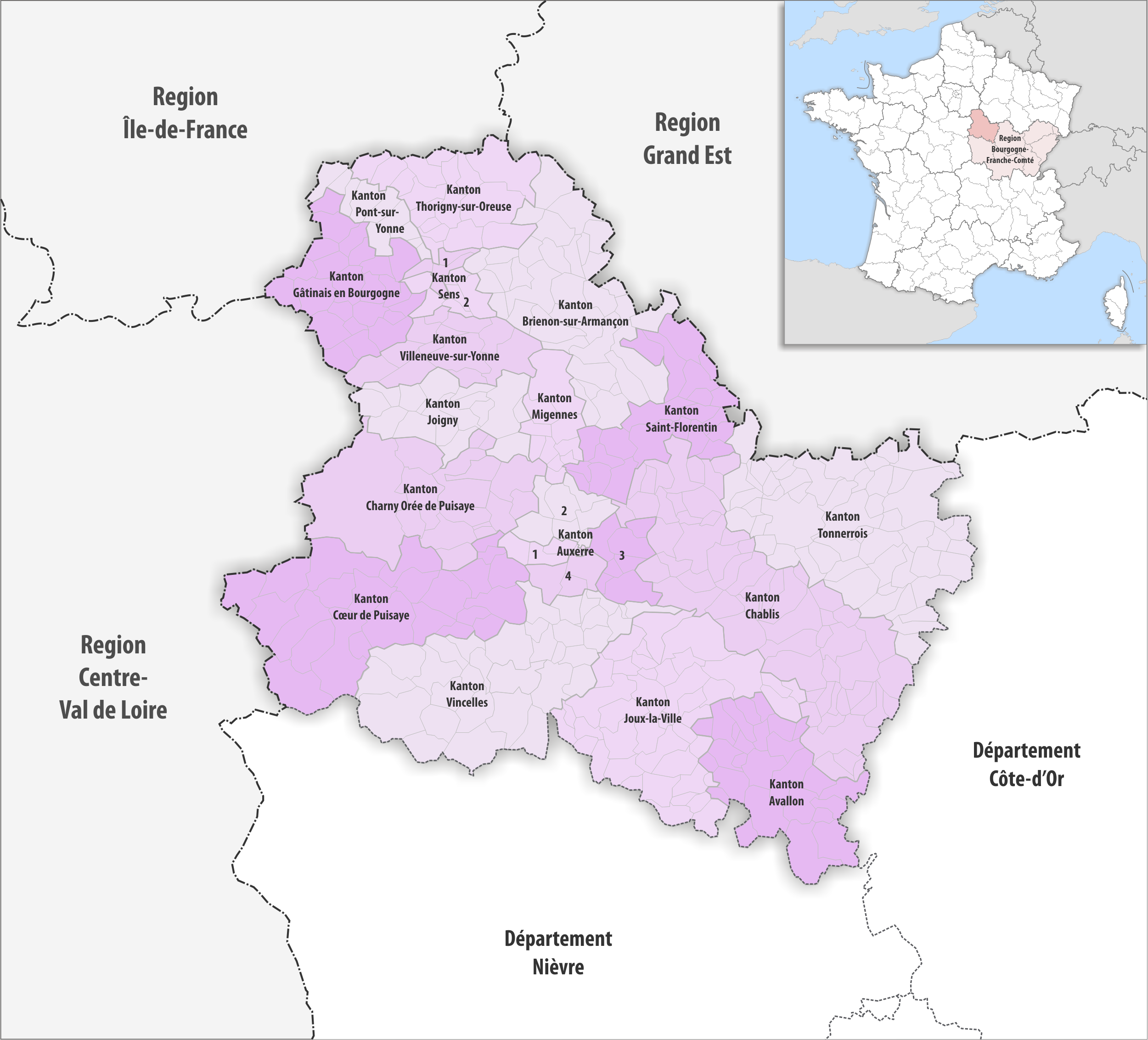
Gemeinden und Kantone im Département Yonne

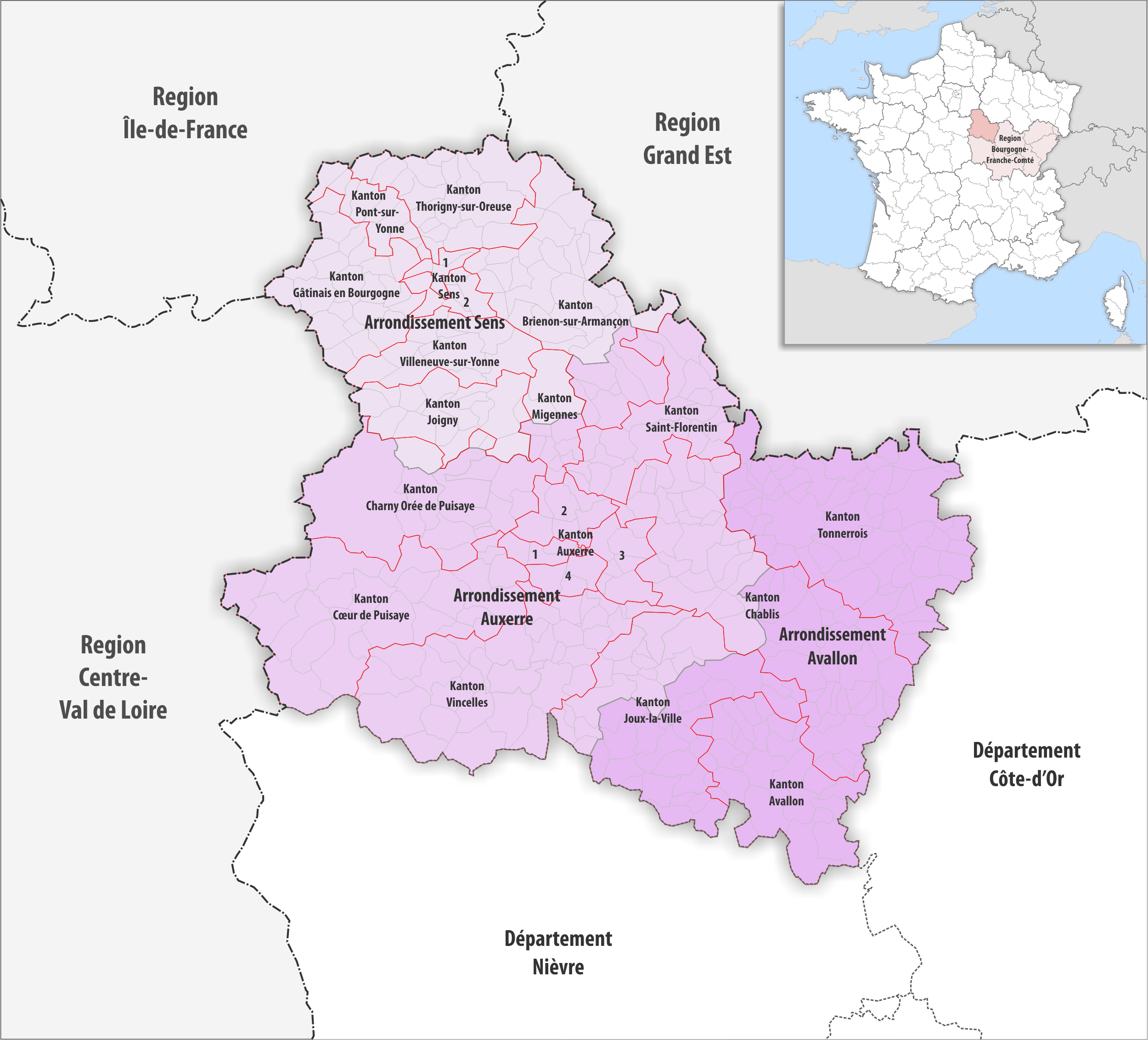
Gemeinden, Arrondissemente und Kantone im Département Yonne

| Kanton                 | Gemeinden | Einwohner 1. Januar 2022 | Fläche km² | Dichte Einw./km² | Code INSEE | Arrondissement(e) |
| ---------------------- | --------- | ------------------------ | ---------- | ---------------- | ---------- | ----------------- |
| Auxerre-1              | 3 1⁄4     | 13.913                   | 41,01      | 339              | 8901       | Auxerre           |
| Auxerre-2              | 6 1⁄4     | 19.140                   | 104,90     | 182              | 8902       | Auxerre           |
| Auxerre-3              | 6 1⁄4     | 15.110                   | 102,65     | 147              | 8903       | Auxerre           |
| Auxerre-4              | 2 1⁄4     | 14.072                   | 58,06      | 242              | 8904       | Auxerre           |
| Avallon                | 27        | 13.915                   | 412,94     | 34               | 8905       | Avallon           |
| Brienon-sur-Armançon   | 34        | 16.860                   | 589,48     | 29               | 8906       | Auxerre, Sens     |
| Chablis                | 58        | 16.177                   | 894,89     | 18               | 8907       | Auxerre, Avallon  |
| Charny Orée de Puisaye | 17        | 16.412                   | 535,42     | 31               | 8908       | Auxerre, Sens     |
| Cœur de Puisaye        | 24        | 15.307                   | 718,06     | 21               | 8909       | Auxerre           |
| Gâtinais en Bourgogne  | 24        | 16.536                   | 351,04     | 47               | 8910       | Sens              |
| Joigny                 | 15        | 17.996                   | 254,97     | 71               | 8911       | Sens              |
| Joux-la-Ville          | 42        | 12.473                   | 659,26     | 19               | 8912       | Auxerre, Avallon  |
| Migennes               | 10        | 15.663                   | 137,20     | 114              | 8913       | Auxerre, Sens     |
| Pont-sur-Yonne         | 10        | 13.935                   | 110,95     | 126              | 8914       | Sens              |
| Saint-Florentin        | 22        | 17.682                   | 332,55     | 53               | 8915       | Auxerre           |
| Sens-1                 | 2 1⁄2     | 21.075                   | 30,72      | 686              | 8916       | Sens              |
| Sens-2                 | 5 1⁄2     | 20.664                   | 62,73      | 329              | 8917       | Sens              |
| Thorigny-sur-Oreuse    | 17        | 13.980                   | 317,66     | 44               | 8918       | Sens              |
| Tonnerrois             | 52        | 15.138                   | 773,94     | 20               | 8919       | Avallon           |
| Villeneuve-sur-Yonne   | 12        | 13.262                   | 223,18     | 59               | 8920       | Sens              |
| Vincelles              | 33        | 14.586                   | 701,46     | 21               | 8921       | Auxerre           |
| Département Yonne      | 423       | 333.896                  | 7.413,07   | 45               | 89         | –                 |

## Liste ehemaliger Kantone
Bis zum Neuzuschnitt der französischen Kantone im März 2015 war das Département Yonne wie folgt in 42 Kantone unterteilt:
| Arrondissement | Kantone |
| -------------- | --- |
| Auxerre        | Aillant-sur-Tholon, Auxerre-Est, Auxerre-Nord, Auxerre-Nord-Ouest, Auxerre-Sud, Auxerre-Sud-Ouest, Bléneau, Brienon-sur-Armançon, Chablis, Charny, Coulanges-la-Vineuse, Coulanges-sur-Yonne, Courson-les-Carrières, Joigny, Ligny-le-Châtel, Migennes, Saint-Fargeau, Saint-Florentin, Saint-Sauveur-en-Puisaye, Seignelay, Toucy, Vermenton |
| Avallon        | Ancy-le-Franc, Avallon, Cruzy-le-Châtel, Flogny-la-Chapelle, Guillon, L’Isle-sur-Serein, Noyers, Quarré-les-Tombes, Tonnerre, Vézelay |
| Sens           | Cerisiers, Chéroy, Pont-sur-Yonne, Saint-Julien-du-Sault, Sens-Nord-Est. Sens-Ouest, Sens-Sud-Est, Sergines, Villeneuve-l’Archevêque, Villeneuve-sur-Yonne |